# 奈波果林
奈波 果林（ななみ かりん、1月7日 - ）は、日本の女性声優。北海道出身。アスレーベン所属。

## 来歴
小学生の頃、友達とキャラクターになりきって遊ぶのが楽しく、また、「好きなことをして生きていきたい」という願望もあったことから声優を目指した。
エイベックス・アーティストアカデミー声優タレントコース出身で、特待生であった。
2025年7月31日をもってアトミックモンキーを退所。8月1日よりアスレーベンに所属。

## 人物
幼少期にはスポーツチャンバラの達人として『1×8いこうよ!』に出演。2013年2月17日に放送の「あの人は今」の企画で大泉洋と木村洋二がエイベックス・アーティストアカデミーを訪れ、講師の平松広和とともに出演。
子供の頃に好きだったアニメは『ルーニー・テューンズ』、『パワーパフガールズ』。
名前の由来は『ドラゴンボール』のカリン様であると語っている。
趣味はハンドクラフト、DIY、猫と寝ること。 特技はフェンシング、スポーツチャンバラ。
保有資格は動物健康管理士、小動物飼養販売管理士。

## 出演
太字はメインキャラクター。

### テレビアニメ
2014年
- デュエル・マスターズVS（2014年 - 2017年、レナ、小ジロー、コッコルピア 他） - 3シリーズ
- トライブクルクル（音咲キミカ、タクミ）
- ノブナガ・ザ・フール（チャチャ）
- パックワールド（ピート、生徒たち、女の子ゴースト、女子生徒、ゴースト）
- Re:␣ ハマトラ（寮官B）

2015年
- うしおととら（クラスメイトD、生徒E、男の子、海水浴場の客C、通行人 他）
- ガンスリンガー ストラトス（研究員、女性キャスター）
- 銀魂゜（銀行員）
- 黒子のバスケ（伊月舞、女子マネージャーA）
- ポケットモンスター XY&Z（2015年 - 2016年、コレア）

2016年
- タブー・タトゥー（セーギ幼少期、女子生徒B、侍女）
- ハンドレッド（オペレーター）

2017年
- 賭ケグルイ（2017年 - 2019年、西洞院百合子） - 2シリーズ

2018年
- デビルズライン（受付嬢）
- ブラッククローバー（幼いネージュ）

2019年
- しまじろうのわお!（2019年 - 2023年 、チヂムッチ）
- コップクラフト（セマーニ少女）
- どるふろ（2019年 - 2020年、ペルシカ、ナレーター、小さな妖精A、女性指揮官） - 2シリーズ
- この音とまれ!（慧士・晶の母、小牧）

2020年
- 『ヒプノシスマイク -Division Rap Battle-』Rhyme Anima（看護師A、キャスター、女性A、観客A、警備員A 他）

2021年
- 迷宮ブラックカンパニー（猫獣人店員）
- 出会って5秒でバトル（桐生アスカ）
- マブラヴ オルタネイティヴ (2021年 - 2022年、御剣冥夜） - 2シリーズ

2022年
- ドールズフロントライン（ペルシカ）
- クレヨンしんちゃん（虎場あゆ）
- 名探偵コナン（2022年 - 2024年、怖霊屋トシコ、母親、有馬弥生）
- アオアシ（保護者）
- シャドウバースF（ツバサの母）
- 咲う アルスノトリア すんっ!（仙伯）

2023年
- ジョジョの奇妙な冒険 ストーンオーシャン（子ヤギA、プッチの母）
- 夢見る男子は現実主義者（東雲クロディーヌ茉莉花）
- 鴨乃橋ロンの禁断推理（店員）
- 私の推しは悪役令嬢。（クレア＝フランソワ）

2024年
- ハズレ枠の【状態異常スキル】で最強になった俺がすべてを蹂躙するまで（十河綾香 ）
- パズドラ（女王ジュリア）

2025年
- 完璧すぎて可愛げがないと婚約破棄された聖女は隣国に売られる（息子）

### 劇場アニメ
- 映画かいけつゾロリ うちゅうの勇者たち（2015年、女の子達）
- 青春ブタ野郎はゆめみる少女の夢を見ない（2019年、翔子母）
- BLUE GIANT（2023年）

### OVA
- おでまし小魔神フーパ（2015年、ルカ）

### Webアニメ
- 愛姫MEGOHIME（2020年、生徒）
- 攻殻機動隊 SAC_2045（2020年、受付嬢、介護士）
- どるふろ -癒し篇2-（2021年、電車アナウンス、ナレーション[16]）
- ヴァンパイア・イン・ザ・ガーデン （2022年、娼婦、村人）

### ゲーム
2014年
- ヒーローズプレイスメント（神楽幸、大鷹モモ、藻鼈トッカリ、畠山奈菜、大窪伊予、日高みやこ）
- ハナヤマタ よさこいLIVE!（ヒナコ）

2015年
- リベリオンブレイド（ケーヤ）

2016年
- 三国志ものがたり（董襲）
- ポッ拳 POKKÉN TOURNAMENT（エリン）

2017年
- Ragnarok〜ヴァルハラサーガ（アグニ）
- 神奈月（幽霊リリィ）

2018年
- ドールズフロントライン（2018年 - 2021年、SSG 69、NS2000、ペルシカ）
- 賭ケグルイ チーティングアロード（西洞院百合子）

2019年
- 共闘ことばRPG コトダマン（ゾウニ・カドモスペル）
- ガーディアン・プロジェクト （陽炎、クリーブランド）
- デスティニー・チャイルド（オフォイス）

2020年
- ファイナルギア -重装戦姫-（エスメラルダ）

2021年
- 咲う アルスノトリア（仙伯）
- モンスターストライク（2021年 - 2024年、アルパキャーノ、ヘパイストス、ママゴアシ）
- Project MIKHAIL（御剣冥夜）

2022年
- ヘブンバーンズレッド（2022年 - 2024年、二階堂三郷）
- 少女前線 ニューラルクラウド（ペルシカ）
- Fit Boxing 北斗の拳 〜お前はもう痩せている〜（マミヤ）

2023年
- アーテリーギア-機動戦姫-（グリシン）
- マブラヴ：ディメンションズ（2023年 - 2024年、御剣冥夜）
- タワーオブスカイ（プレア）

2024年
- グランブルーファンタジー（シェスピア）

### モーションコミック
- 寄生獣（2014年、村野里美[27]）
- REACH-無限の起業家-（2022年、主人公の姉）
- 勇者ミーリは58歳（2022年、ミーリ）

### ドラマCD
- スワンメイドアカデミー （2019年、クラリス)
- よるとあさの歌 Ec（2019年、観客）
- ラベルド・タイトロープ・ノット retie（2020年、渡辺）
- あまあまねいろ〜ヤンデレな同僚に監禁&溺愛&篭絡されちゃう1泊2日〜(2023年、甘黒ちふゆ)
- 離婚予定の契約婚なのに、冷酷公爵様に執着されています(2024年、アンネリーゼ)

### 吹き替え

#### 映画
- アメリカン・ハニー（2019年、ドリーマ）
- 68キル（2019年、スキニー）
- 2Hearts(2020年)
- フィアー・ストリート Part 1: 1994（2021年、サマンサ・フレイザー）
- フィアー・ストリート Part 3: 1666（2021年、ハンナ、サマンサ・フレイザー）
- ザ・バブル（2022年、アニカ）
- ミラキュラス レディバグ&シャノワール: ザ・ムービー（2023年、マリネット/レディバグ）

#### ドラマ
- 孫悟空の武勇伝（2018年、ブリラーナ）
- ビオリアのプリンス（2018年、サマー）
- ハンナ 〜殺人兵器になった少女〜（2019年 - 2021年、サンディ・フィリップス） - 3シリーズ
- ナイトフォール -悲運の騎士団-（2019年、アンヌ）
- DOMドン〜若きギャングの物語〜（2021年 - 2023年ビビアン） - 2シリーズ
- ダイバーズ・クラブ（2021年、マッキンリー・フレイザー）
- ザ・ジレンマ: もうガマンできない?!（2022年、ジャズ）
- オールウェイズ・ミー（2022年、ルシア）
- ヨーガバガバランド！(2024年、フーファ)
- 損するのは嫌だから(2024年、ソン・ヘヨン〈シン・ミナ〉)
- 脱出おひとり島（2025年、ユジン）

#### アニメ
- ミラキュラス レディバグ&シャノワール（2018年 - 2024年、マリネット / レディバグ 他[28]） - シーズン1〜シーズン5
  - ミラキュラス・ワールド/ニューヨーク ユナイテッド・ヒーローズ（2021年、マリネット / レディバグ 他）
  - ミラキュラス・ワールド/上海 レジェンド・オブ・レディドラゴン（2021年、マリネット / レディバグ 他）
  - ミラキュラス・ワールド/パリ　シェイディバグ＆クロウノワール（2024年、マリネット / レディバグ 、シェイディバグ）
  - ミラキュラス・ワールド／ロンド 時間の果てに（2024年、マリネット / レディバグ 他）

- もしもねずみくんにクッキーをあげると（2018年、デイジー）
- メカアマト（2022年-2024年アマトのママ、クラウディーバ）

### 舞台
- ノブナガ・ザ・フール（2014年、チャチャ）
  1. act.1〜乱の胎動〜
  2. act.2〜乱の恋人〜
  3. act.3〜最後の晩餐〜

### CD
- 幻影異聞録♯FE ボーカルコレクション 「君と僕との距離」歌:Emotional KEY（CV.奈波果林 / 若月星夏 / 中澤みな）（2016年）

### ナレーション
2017年
- 日本列島ダービーの旅

2018年
- 日本列島ダービーの旅SP
- 埼玉の逆襲
- ハダカデバネズミ：不老長寿の秘密（National Geographic Channel）
- 浅野靖典の旅うま！
- 「BTVワンダフルWORLD」を訪問 〜志布志湾沖で青物ジギング！〜（CS釣りビジョン）
- ヒラメイト（2018年 - 2021年、CS釣りビジョン）
- ヤバイTシャツ屋さん『Tank-top Festival in JAPAN』SPECIAL

2019年
- 天月とあまつき（東京MX）
- V.I.P. -aiko- スペシャのやる気スイッチ見つけてよ!『aikoの詩。』SPECIAL
- サンシャイン水族館CM
- ヒラメイト番組新ナビゲーター争奪　前後編（CS釣りビジョン）

2020年
- 浅野靖典が行く！日本漫遊ウインズの旅（グリーンチャンネル）
- SCANDAL『Kiss from the darkness』SPECIAL
- 第7キングダム（日本テレビ）
- 女芸人No.1決定戦 THE W

2021年
- あつまれ！ダビスタもりあがり隊（グリーンチャンネル）
- 世界大自然紀行:ハワイ 特別版（ディズニーチャンネル）
- キングダム・オブ・チャイナ:隠された大自然 特別版（ディズニーチャンネル）
- ミラキュラス レディバグ&シャノワール コミカライズCM

2022年
- ザ・馬券DUEL（グリーンチャンネル）
- 釣って関東!（釣りビジョン）
- 出光 DriveOn
- 日本ジェネリック製薬協会PV
- 目指せ!ジョッキーベイビーズ2022 (グリーンチャンネル)
- 開運音楽堂（TBS）

2023年
- 目指せ!ジョッキーベイビーズ2023 (グリーンチャンネル)
- ロッチのハワイ住んじゃう？ 〜峯岸みなみも一緒に海外移住視察旅〜(テレビ東京)
- ヒラメイトリボーン(2022年 - 2024年、CS釣りビジョン）
- フロリダ｜ウォルト・ディズニー・ワールド・リゾート まるわかり(ディズニー公式YouTube)
- 鷹BAKA軍団SP〜ホークスに恋するゴルフ〜

2024年
- 競馬アナログパーク(グリーンチャンネル)
- 目指せ!ジョッキーベイビーズ2024 (グリーンチャンネル)

2025年
- ザ・馬券DUEL WWW(グリーンチャンネル)
- センビキ(日本テレビ)

### オーディオブック
- ときときチャンネル　宇宙飲んでみた(多田羅未貴)
- 七階の運動
- 蝿
- ヘンゼルとグレーテル
- 花火
- ナイチンゲール
- 指環
- ろくろ首
- Kの昇天--或いはKの溺死
- ああ華族様だよ　と私は

　嘘を吐くのであった
- 少女病
- 耳無芳一の話

### ラジオ
- アニメ マブラヴ オルタネイティヴ通信局(2022年)
- 奈波果林と藤井彩加のハピラジ！(2023年-)

### その他のコンテンツ
- HULU体験型オーディオドラマ「君と世界が終わる日に」(杏子)
- 4人の直木賞作家×YOASOBIのコラボプロジェクト『はじめての』プロジェクトPV

## ディスコグラフィ

### キャラクターソング
| 発売日         | 商品名                                                                    | 歌                                 | 楽曲                                                    | 備考                                                   |
| -------------- | ------------------------------------------------------------------------- | ---------------------------------- | ------------------------------------------------------- | ------------------------------------------------------ |
| 2023年11月15日 | レイジョアハンズ!! 〜Raise Y/Our Hands!!〜 / O.C. 〜Optimum Combination〜 | レイ（芹澤優）、クレア（奈波果林） | 「レイジョアハンズ!! 〜Raise Y/Our Hands!!〜」          | テレビアニメ『私の推しは悪役令嬢。』オープニングテーマ |
| 2023年11月15日 | レイジョアハンズ!! 〜Raise Y/Our Hands!!〜 / O.C. 〜Optimum Combination〜 | レイ（芹澤優）、クレア（奈波果林） | 「O.C. 〜Optimum Combination〜 -Side by Side-」         | テレビアニメ『私の推しは悪役令嬢。』エンディングテーマ |
| 2023年11月15日 | レイジョアハンズ!! 〜Raise Y/Our Hands!!〜 / O.C. 〜Optimum Combination〜 | クレア（奈波果林）                 | 「O.C. 〜Optimum Combination〜 -Side by Claire-」       | テレビアニメ『私の推しは悪役令嬢。』エンディングテーマ |
| 2023年11月15日 | レイジョアハンズ!! 〜Raise Y/Our Hands!!〜 / O.C. 〜Optimum Combination〜 | クレア（奈波果林）、レイ（芹澤優） | 「O.C. 〜Optimum Combination〜 -Side by Side/reverse-」 | テレビアニメ『私の推しは悪役令嬢。』エンディングテーマ |

### シリーズ一覧
1. ↑  第1期（2014年 - 2015年）、第2期『VSR』（2015年 - 2016年）、第3期『VSRF』（2016年 - 2017年）
2. ↑  第1期（2017年）、第2期『××』（2019年）
3. ↑  第1期『-癒し篇-』（2019年）、第2期『-狂乱篇-』（2020年）
4. ↑  第1期（2021年）、第2期（2022年）